# Schönanger (Albaching)
Schönanger ist ein Gemeindeteil von Albaching im Landkreis Rosenheim (Regierungsbezirk Oberbayern, Bayern).
Die Einöde liegt an den Gemeindegrenzen zu Maitenbeth im Landkreis Mühldorf am Inn im Norden und Steinhöring im Landkreis Ebersberg im Westen. Der Ort besteht aus vier Häusern, darunter zwei Bauernhöfe. Insgesamt leben in Schönanger 14 Einwohner (Stand: Juli 2007).